# Llista de monuments de Pinell de Solsonès
Llista de monuments de Pinell de Solsonès inclosos en l'Inventari del Patrimoni Arquitectònic Català per al municipi de Pinell de Solsonès (Solsonès). Inclou els inscrits en el Registre de Béns Culturals d'Interès Nacional (BCIN) amb la classificació de monuments històrics, els Béns Culturals d'Interès Local (BCIL) de caràcter immoble i la resta de béns arquitectònics integrants del patrimoni cultural català.
| Monument                                                             | Protecció    | Estil/època                          | Localització                                                          | Coordenades                                          | Codi?         | Imatge |
| -------------------------------------------------------------------- | ------------ | ------------------------------------ | --------------------------------------------------------------------- | ---------------------------------------------------- | ------------- | --- |
| Castell de Madrona                                                   | BCIN 1243-MH | Romànic XII                          | Pinell de Solsonès                                                    | 41° 58′ 05″ N, 1° 20′ 08″ E / 41.968028°N,1.335428°E | RI-51-0006428 | Castell de Madrona (Pinell de Solsonès) · Vegeu més fotos d'aquest monument · Carregueu una nova foto d'aquest monument                      |
| Torre de defensa de Sallent, o Castell de Sallent                    | BCIN 4024-MH | Romànic XI-XII                       | Pinell de Solsonès Al turó de Sallent                                 | 41° 54′ 13″ N, 1° 20′ 07″ E / 41.903668°N,1.335329°E | IPA-17533     | Torre de Defensa de Sallent (Pinell de Solsonès) · Vegeu més fotos d'aquest monument · Carregueu una nova foto d'aquest monument             |
| Escut de la Rectoria de Sallent                                      | BCIN 4025-MH | Obra popular XVII                    | Pinell de Solsonès Sallent                                            | 41° 54′ 17″ N, 1° 20′ 07″ E / 41.904791°N,1.335284°E | IPA-37610     | Escut de la rectoria de Sallent (Pinell de Solsonès) · Vegeu més fotos d'aquest monument · Carregueu una nova foto d'aquest monument         |
| Ermita de Santa Magdalena                                            |              | Obra popular XVIII                   | Pinell de Solsonès A 150 m de la Casa Setó                            | 41° 56′ 19″ N, 1° 24′ 09″ E / 41.938640°N,1.402538°E | IPA-17492     | Ermita de Santa Magdalena (Pinell de Solsonès) · Vegeu més fotos d'aquest monument · Carregueu una nova foto d'aquest monument               |
| Església parroquial de Santa Madrona                                 |              | Neoclassicisme XVIII                 | Pinell de Solsonès Ctra. Sant Climenç a la C-1313                     | 41° 58′ 04″ N, 1° 20′ 14″ E / 41.967726°N,1.337353°E | IPA-17493     | Església parroquial de Santa Madrona (Pinell de Solsonès) · Vegeu més fotos d'aquest monument · Carregueu una nova foto d'aquest monument    |
| Sant Miquel de Pinell                                                |              | Obra popular XVIII, XIV              | Pinell de Solsonès Pl. Excm. Fra Gaspar Moncunill Viladot             | 41° 58′ 16″ N, 1° 23′ 58″ E / 41.971212°N,1.399349°E | IPA-17494     | Sant Miquel de Pinell (Pinell de Solsonès) · Vegeu més fotos d'aquest monument · Carregueu una nova foto d'aquest monument                   |
| Masia Cavallol                                                       |              | Obra popular XIX                     | Pinell de Solsonès Madrona                                            | 41° 59′ 10″ N, 1° 19′ 52″ E / 41.986196°N,1.331191°E | IPA-17495     | Masia Cavallol (Pinell de Solsonès) · Vegeu més fotos d'aquest monument · Carregueu una nova foto d'aquest monument                          |
| Capella de Sant Antoni de Santes Masses, o Sant Antoni de Can Llobet |              | Romànic XII                          | Pinell de Solsonès Madrona, ctra. Sant Climenç a la C-1313            | 41° 58′ 04″ N, 1° 18′ 40″ E / 41.967834°N,1.310998°E | IPA-17496     | Capella de Sant Antoni de Santes Masses (Pinell de Solsonès) · Vegeu més fotos d'aquest monument · Carregueu una nova foto d'aquest monument |
| Masia Sangrà                                                         |              | Obra popular XVIII, XIX              | Pinell de Solsonès Madrona, ctra. Sant Climenç                        | 41° 57′ 36″ N, 1° 20′ 39″ E / 41.959880°N,1.344289°E | IPA-17497     | Masia Sangrà (Pinell de Solsonès) · Vegeu més fotos d'aquest monument · Carregueu una nova foto d'aquest monument                            |
| Església de Sant Sentís, o Sant Tirs                                 |              | Obra popular XVIII                   | Pinell de Solsonès A 150 m de la Casa Sentis                          | 41° 58′ 37″ N, 1° 22′ 49″ E / 41.977004°N,1.380145°E | IPA-17498     | Església de Sant Sentís (Pinell de Solsonès) · Vegeu més fotos d'aquest monument · Carregueu una nova foto d'aquest monument                 |
| Casanova de Pinell                                                   |              | Obra popular XVIII                   | Pinell de Solsonès                                                    | 41° 58′ 15″ N, 1° 24′ 00″ E / 41.970894°N,1.400123°E | IPA-17499     | Casanova de Pinell (Pinell de Solsonès) · Vegeu més fotos d'aquest monument · Carregueu una nova foto d'aquest monument                      |
| Antiga capella de Sant Ermengol                                      |              | Romànic XI                           | Pinell de Solsonès A 700 m de la Casa Cots                            | 41° 56′ 54″ N, 1° 24′ 36″ E / 41.948270°N,1.409870°E | IPA-17501     | Antiga capella de Sant Ermengol (Pinell de Solsonès) · Vegeu més fotos d'aquest monument · Carregueu una nova foto d'aquest monument         |
| Capella de Sant Ermengol, o Capella de l'Ascensió                    |              | Obra popular XIX                     | Pinell de Solsonès Madrona, a 600 m de la Casa Cots                   | 41° 56′ 55″ N, 1° 24′ 35″ E / 41.948545°N,1.409845°E | IPA-17502     | Capella de Sant Ermengol (Pinell de Solsonès) · Vegeu més fotos d'aquest monument · Carregueu una nova foto d'aquest monument                |
| Cementiri de Pinell                                                  |              | Obra popular XIX                     | Pinell de Solsonès                                                    | 41° 58′ 17″ N, 1° 23′ 58″ E / 41.971527°N,1.399323°E | IPA-17503     | Cementiri de Pinell (Pinell de Solsonès) · Vegeu més fotos d'aquest monument · Carregueu una nova foto d'aquest monument                     |
| Capella de Sant Iscle                                                |              | XVIII, XI                            | Pinell de Solsonès Miravé, a 400 m de la ctra. Solsona a Sant Climenç | 41° 58′ 00″ N, 1° 26′ 19″ E / 41.966559°N,1.438710°E | IPA-17504     | Capella de Sant Iscle (Pinell de Solsonès) · Vegeu més fotos d'aquest monument · Carregueu una nova foto d'aquest monument                   |
| Rectoria de Miravé                                                   |              | Obra popular XIX                     | Pinell de Solsonès Miravé                                             | 41° 57′ 39″ N, 1° 27′ 32″ E / 41.960958°N,1.458763°E | IPA-17505     | Rectoria de Miravé (Pinell de Solsonès) · Vegeu més fotos d'aquest monument · Carregueu una nova foto d'aquest monument                      |
| Església de Sant Pere de Miravé                                      |              | Obra popular XI, XVII                | Pinell de Solsonès Miravé                                             | 41° 57′ 39″ N, 1° 27′ 33″ E / 41.960887°N,1.459157°E | IPA-17506     | Església de Sant Pere de Miravé (Pinell de Solsonès) · Vegeu més fotos d'aquest monument · Carregueu una nova foto d'aquest monument         |
| Casa Terme                                                           |              | Obra popular XVII                    | Pinell de Solsonès Ctra. de Solsona a Sant Climenç                    | 41° 56′ 54″ N, 1° 22′ 20″ E / 41.948442°N,1.372303°E | IPA-17507     | Casa Terme (Pinell de Solsonès) · Vegeu més fotos d'aquest monument · Carregueu una nova foto d'aquest monument                              |
| Església nova de Sallent                                             |              | Obra popular XX                      | Pinell de Solsonès Sallent                                            | 41° 54′ 17″ N, 1° 20′ 07″ E / 41.904853°N,1.335246°E | IPA-17508     | Església nova de Sallent (Pinell de Solsonès) · Vegeu més fotos d'aquest monument · Carregueu una nova foto d'aquest monument                |
| Masia la Codina                                                      |              | Obra popular XVII                    | Pinell de Solsonès Madrona, a 2 km ctra. Solsona a Sanaüja            | 41° 56′ 39″ N, 1° 21′ 59″ E / 41.944173°N,1.366319°E | IPA-17509     | Masia la Codina (Pinell de Solsonès) · Vegeu més fotos d'aquest monument · Carregueu una nova foto d'aquest monument                         |
| Capella de Llorenç                                                   |              | Obra popular XX                      | Pinell de Solsonès Annexa a la Masia Llorenç                          | 41° 55′ 58″ N, 1° 22′ 48″ E / 41.932835°N,1.379876°E | IPA-17515     | Capella de Llorenç (Pinell de Solsonès) · Vegeu més fotos d'aquest monument · Carregueu una nova foto d'aquest monument                      |
| Església de Sant Climent, o Sant Climenç                             |              | Romànic, obra popular XII, XX, XVIII | Pinell de Solsonès Pl. de l'Església, Sant Climenç                    | 41° 57′ 01″ N, 1° 25′ 08″ E / 41.950331°N,1.418882°E | IPA-17516     | Església de Sant Climent (Pinell de Solsonès) · Vegeu més fotos d'aquest monument · Carregueu una nova foto d'aquest monument                |
| Capella de Santa Maria del Puit o de Nostra Senyora dels Remeis      |              | Obra popular XI                      | Pinell de Solsonès Sant Climenç, a 600 m de la Masia del Puit         | 41° 56′ 50″ N, 1° 23′ 15″ E / 41.947130°N,1.387531°E | IPA-17517     | Capella de Santa Maria del Puit (Pinell de Solsonès) · Vegeu més fotos d'aquest monument · Carregueu una nova foto d'aquest monument         |
| La Torre Molí de Vent                                                |              | Obra popular                         | Pinell de Solsonès Sant Climenç                                       | 41° 57′ 17″ N, 1° 25′ 09″ E / 41.954783°N,1.419083°E | IPA-17518     | La Torre Molí de Vent (Pinell de Solsonès) · Vegeu més fotos d'aquest monument · Carregueu una nova foto d'aquest monument                   |
| El Puit                                                              |              | Obra popular XIX, XVII               | Pinell de Solsonès Sant Climenç                                       | 41° 56′ 35″ N, 1° 23′ 09″ E / 41.943145°N,1.385955°E | IPA-17519     | El Puit (Pinell de Solsonès) · Vegeu més fotos d'aquest monument · Carregueu una nova foto d'aquest monument                                 |
| Portal al carrer Mossèn Jaume Caelles                                |              | Obra popular XVIII                   | Pinell de Solsonès C. Mn. Jaume Caelles, Sant Climenç                 | 41° 57′ 04″ N, 1° 25′ 04″ E / 41.951239°N,1.417777°E | IPA-17520     | Portal al carrer Mossèn Jaume Caelles (Pinell de Solsonès) · Vegeu més fotos d'aquest monument · Carregueu una nova foto d'aquest monument   |
| El Castell                                                           |              | Obra popular XVIII                   | Pinell de Solsonès C. Mossèn Jaume Caelles, Sant Climenç              | 41° 57′ 04″ N, 1° 25′ 04″ E / 41.951008°N,1.417692°E | IPA-17521     | El Castell (Pinell de Solsonès) · Vegeu més fotos d'aquest monument · Carregueu una nova foto d'aquest monument                              |
| Carrer Mossèn Jaume Caelles                                          |              | Obra popular XVIII                   | Pinell de Solsonès C. Mossèn Jaume Caelles, Sant Climenç              | 41° 57′ 04″ N, 1° 25′ 03″ E / 41.951178°N,1.417598°E | IPA-17522     | Carrer Mossèn Jaume Caelles (Pinell de Solsonès) · Vegeu més fotos d'aquest monument · Carregueu una nova foto d'aquest monument             |
| Xarpell                                                              |              | Obra popular XVII                    | Pinell de Solsonès                                                    | 41° 55′ 14″ N, 1° 24′ 11″ E / 41.920629°N,1.403049°E | IPA-17524     | Xarpell (Pinell de Solsonès) · Vegeu més fotos d'aquest monument · Carregueu una nova foto d'aquest monument                                 |
| Masia Castellana                                                     |              | Obra popular XVIII                   | Pinell de Solsonès Madrona, a 1 km del camí de Solsona a Sanaüja      | 41° 56′ 28″ N, 1° 20′ 51″ E / 41.941244°N,1.347557°E | IPA-17526     | Masia Castellana (Pinell de Solsonès) · Vegeu més fotos d'aquest monument · Carregueu una nova foto d'aquest monument                        |
| Ermita de l'Ascensió                                                 |              | Obra popular XVIII                   | Pinell de Solsonès En el camí de Solsona a Sanaüja                    | 41° 56′ 44″ N, 1° 20′ 12″ E / 41.945576°N,1.336697°E | IPA-17527     | Ermita de l'Ascensió (Pinell de Solsonès) · Vegeu més fotos d'aquest monument · Carregueu una nova foto d'aquest monument                    |
| Capella de Santes Creus de Bordell, o Santes Creus de Bordell        |              | Romànic XII                          | Pinell de Solsonès Madrona, serra del Bancal                          | 41° 56′ 59″ N, 1° 18′ 47″ E / 41.949706°N,1.313105°E | IPA-17528     | Capella de Santes Creus de Bordell (Pinell de Solsonès) · Vegeu més fotos d'aquest monument · Carregueu una nova foto d'aquest monument      |
| Capella de Sant Jaume de Rossells                                    |              | Obra popular XI, XVIII, XIX          | Pinell de Solsonès Prop de la Casa Rossells                           | 41° 56′ 15″ N, 1° 19′ 29″ E / 41.937478°N,1.324634°E | IPA-17529     | Capella de Sant Jaume de Rossells (Pinell de Solsonès) · Vegeu més fotos d'aquest monument · Carregueu una nova foto d'aquest monument       |
| Masia el Bancal                                                      |              | Obra popular XVIII                   | Pinell de Solsonès Madrona, al sud de Santes Creus de Bordell         | 41° 55′ 22″ N, 1° 17′ 52″ E / 41.922789°N,1.297721°E | IPA-17530     | Masia el Bancal (Pinell de Solsonès) · Vegeu més fotos d'aquest monument · Carregueu una nova foto d'aquest monument                         |
| Rectoria de Sallent                                                  |              | Obra popular XVII                    | Pinell de Solsonès Sallent                                            | 41° 54′ 17″ N, 1° 20′ 07″ E / 41.904837°N,1.335373°E | IPA-17531     | Rectoria de Sallent (Pinell de Solsonès) · Vegeu més fotos d'aquest monument · Carregueu una nova foto d'aquest monument                     |
| Antiga església de Sallent                                           |              | Obra popular XVII                    | Pinell de Solsonès Sallent                                            | 41° 54′ 11″ N, 1° 20′ 07″ E / 41.903139°N,1.335363°E | IPA-17532     | Antiga església de Sallent (Pinell de Solsonès) · Vegeu més fotos d'aquest monument · Carregueu una nova foto d'aquest monument              |
| Masia Caelles                                                        |              | Obra popular XVII                    | Pinell de Solsonès                                                    | 41° 55′ 54″ N, 1° 21′ 01″ E / 41.931536°N,1.350317°E | IPA-17535     | Masia Caelles (Pinell de Solsonès) · Vegeu més fotos d'aquest monument · Carregueu una nova foto d'aquest monument                           |
| Capella de Sant Romà                                                 |              | Romànic XI                           | Pinell de Solsonès Sallent                                            | 41° 55′ 35″ N, 1° 21′ 19″ E / 41.926379°N,1.355274°E | IPA-17536     | Capella de Sant Romà (Pinell de Solsonès) · Vegeu més fotos d'aquest monument · Carregueu una nova foto d'aquest monument                    |
| Masia Huguets                                                        |              | Obra popular XVIII                   | Pinell de Solsonès Madrona, camí de Solsona a Sanaüja                 | 41° 55′ 47″ N, 1° 19′ 25″ E / 41.929749°N,1.323606°E | IPA-17537     | Masia Auguets(Pinell de Solsonès) · Vegeu més fotos d'aquest monument · Carregueu una nova foto d'aquest monument                            |
| Capella de Coïns, o Sant Esteve de Ramells                           |              | Romànic XII                          | Pinell de Solsonès Sant Climenç                                       | 41° 56′ 32″ N, 1° 25′ 45″ E / 41.942173°N,1.429039°E | IPA-37615     | Capella de Coïns (Pinell de Solsonès) · Vegeu més fotos d'aquest monument · Carregueu una nova foto d'aquest monument                        |
| Sant Joan de Madrona                                                 |              | Obra popular XII, XVIII              | Pinell de Solsonès                                                    | 41° 57′ 46″ N, 1° 19′ 37″ E / 41.962642°N,1.326822°E | IPA-37616     | Sant Joan de Madrona (Pinell de Solsonès) · Vegeu més fotos d'aquest monument · Carregueu una nova foto d'aquest monument                    |
| Pou de gel de Pinell                                                 |              | Obra popular                         | Pinell de Solsonès                                                    | 41° 58′ 24″ N, 1° 24′ 11″ E / 41.973406°N,1.402947°E | IPA-40918     | Carregueu una nova foto d'aquest monument |
| Molí dels Bellons                                                    |              | Obra popular XVII-XVIII              | Pinell de Solsonès                                                    | 41° 53′ 34″ N, 1° 19′ 29″ E / 41.89276°N,1.32473°E   | IPA-40919     | Carregueu una nova foto d'aquest monument |
| Forn del barranc de Maçana                                           |              | Obra popular XIX-XX                  | Pinell de Solsonès                                                    |                                                      | IPA-41383     | Carregueu una nova foto d'aquest monument |
| Forn de Cavallol                                                     |              | Obra popular XIX-XX                  | Pinell de Solsonès                                                    |                                                      | IPA-41386     | Carregueu una nova foto d'aquest monument |
| Forn de Vilardaga                                                    |              | Obra popular XIX-XX                  | Pinell de Solsonès                                                    |                                                      | IPA-41390     | Carregueu una nova foto d'aquest monument |
| Forn de la Codina                                                    |              | Obra popular XIX-XX                  | Pinell de Solsonès                                                    |                                                      | IPA-41391     | Carregueu una nova foto d'aquest monument |